# Stenungsön
Stenungsön is een plaats en eiland in de gemeente Stenungsund in het landschap Bohuslän en de provincie Västra Götalands län in Zweden. De plaats heeft 238 inwoners (2005) en een oppervlakte van 54 hectare.